# Anna Tunnicliffe
Anna Tunnicliffe (17 października 1982 w Doncasterze) – amerykańska żeglarka sportowa startująca w klasie Laser Radial i Elliott 6m, mistrzyni olimpijska, mistrzyni świata. Także zawodniczka CrossFit.
Złota medalistka igrzysk olimpijskich w 2008 roku i dwukrotna brązowa medalistka mistrzostw świata (2005, 2009) w klasie Laser Radial.
Od 2009 roku żegluje w klasie Elliott 6m i jest mistrzynią świata w tej specjalności w 2011 roku.